# Locomotiva Thomas și prietenii săi - Marea Descoperire

Locomotiva Thomas și prietenii săi este o serie de televiziune bazată pe Seria Căilor Ferate scrisă de Wilbert Awdry, în care ne este prezentată viața unui grup de locomotive și vehicule cu trăsături umane, ce trăiesc pe Insula Sodor.
Acest articol se referă la al doilea episod-film al serialului, Marea Descoperire! (titlu original: The Great Discovery). A fost produs în anul 2008 de HIT Entertainment, este precedat de Sezonul 11, și urmat de Sezonul 12. Acest episod-film include 4 cântece video speciale, și câteva jocuri interactive. A fost narat de Pierce Brosnan, fost actor al faimoaselor filme James Bond.

## Descriere
În acest film le vedem pe toate locomotivele lucrând împreună să recontruiască orașul Great Waterton. Deoarece Thomas a descoperit orașul pierdul, a fost numit 'șeful' echipei. Însă între timp pe insulă apare Stanley, o locomotivă foarte prietenoasă, lucru care l-a făcut pe Thomas foarte gelos.

## Difuzare în România
Acest episod-film a fost difuzat în premieră pe postul TV JimJam pe data de 05.03.2011.